# Lepanthes chinapintae
Lepanthes chinapintae är en orkidéart som beskrevs av Carlyle August Luer. Lepanthes chinapintae ingår i släktet Lepanthes och familjen orkidéer. Inga underarter finns listade i Catalogue of Life.